# Pottsia densiflora
Pottsia densiflora är en oleanderväxtart som beskrevs av D.J.Middleton. Pottsia densiflora ingår i släktet Pottsia och familjen oleanderväxter. Inga underarter finns listade i Catalogue of Life.